# Silverchair
Silverchair est un groupe de rock australien, originaire de Newcastle. Formé en 1992, le groupe compte au total cinq albums studio. Frogstomp, leur premier opus, à sonorités grunge, parut en 1995 alors qu'ils n'avaient que 15 ans, suivi de Freak Show en 1997, Neon Ballroom en 1999, Diorama en 2002 et Young Modern en 2007. Ils comptent plus de six millions d'albums vendus dans le monde.
Le chanteur/guitariste Daniel Johns et le batteur Ben Gillies ont commencé à jouer de la musique ensemble à l'école primaire et ont rencontré plus tard à l'école leur futur bassiste Chris Joannou. Leur premier groupe, Short Elvis, vite renommé en Innocent Criminals, jouait principalement des reprises de Led Zeppelin, Deep purple, Black Sabbath, musiques qu'écoutaient leurs pères. Le trio joue sur plusieurs scènes autour de la région d'Hunter Valley durant leur adolescence. Ils gagnent en 1994 une compétition nationale appelée Pick Me avec leur chanson Tomorrow, ce qui leur permettra de signer un contrat avec Murmur, une filiale de Sony Music, et d'enregistrer leur premier EP simplement nommé Tomorrow.
Le 25 mai 2011, via leur page Facebook, ils annoncent la mise en veille du groupe.

## Biographie

### Débuts (1992–1996)
Les fondateurs de Silverchair, Ben Gillies et Daniel Johns, sont d'anciens camarades d'école primaire à Merewether, un quartier de Newcastle. Adolescents, le chanteur Johns et le batteur Gillies, joue du rap ensemble dans une classe de musique. Lorsqu'ils arrivent à la Newcastle High School, un autre étudiant, Chris Joannou, se joint au duo à la basse. En 1992, ils forment Death Rides a Sandwich avec Tobin Finane comme second guitariste – qui quitte très bientôt le groupe,. Le trio joue sur plusieurs scènes autour de la région d'Hunter Valley durant leur adolescence, reprenant des chansons de Led Zeppelin, Deep Purple et Black Sabbath,. En 1994, Innocent Criminals participe au YouthRock, une compétition nationale où ils se classent premiers. En début d'année, ils enregistrent les démos Acid Rain, Cicada, Pure Massacre et Tomorrow aux Platinum Sound Studios.
En avril, la popularité du groupe s'accroit lorsqu'il remporte le concours national Pick Me, avec la démo Tomorrow,. La compétition est organisée par l'émission Nomad de la chaine SBS et par Triple J de la chaine de radio Australian Broadcasting Corporation,. Comme premier prix, Triple J enregistre la chanson et ABC filme le clip, qui sera diffusé le 16 juin,. Pour sa diffusion, le groupe change nom en Silverchair (stylisé silverchair jusqu'en 2002),,. En 1994, lors d'un entretien pour le magazine Buzz, le groupe explique que son nom vient d'un amalgame entre les titres Sliver de Nirvana et Berlin Chair de You Am I, donnant ainsi le nom de Silver Chair,. Ils expliquent plus tard s'être inspiré du titre de l'ouvrage The Silver Chair des chroniques de Narnia,.
Le premier album des Silverchair, Frogstomp, est enregistré en neuf jours, et produit par Kevin Shirley (Lime Spiders, Peter Wells) et publié en mars 1995,,. Pendant les enregistrements, les membres étaient âgés de 15 ans et étaient toujours au lycée,. Hormis le nom de Innocent Criminals, le groupe a aussi utilisé les noms de The George Costanza Trio et Short Elvis,,.
Frogstomp est classé premier en Australie et en Nouvelle-Zélande,. Il entre dans le top 10 du Billboard 200, ce qu'aucun groupe australien n'avait fait depuis INXS. Il est certifié disque de platine par la RIAA, triple-platine au Canada par la CRIA et multi-platine en Australie,,. L'album compte quatre millions d'exemplaires vendus à l'international,.

### Succès (1997–2001)
Silverchair enregistre son deuxième album, Freak Show, en mai 1996 faisant l'expérience du succès de Frogstomp. Il est produit par Nick Launay (Birthday Party, Models, Midnight Oil) et publié en février 1997. L'album, qui atteint la première place en Australie, comprend trois singles classés au Top 10 – Freak, Abuse Me et Cemetery. Son quatrième single, The Door, atteint la 25e place. Les chansons se consacrent à la colère, comparé à Frogstomp. Freak Show est certifié disque d'or aux États-Unis, double disque de platine en Australie, et les ventes dépassent le 1,5 million d'exemplaires vendus,,.
À la fin 1997, le trio complète sa seconde année d'études, depuis mai 1998, et travaille sur son troisième album, Neon Ballroom, avec de nouveau Launay à la production. Il est publié en mars 1999 et atteint la première place en Australie. Le groupe souhaitait faire une pause de 12 mois, mais décident de refaire de la musique plus tôt que prévu Neon Ballroom comprend trois chansons classées au top 20 : Anthem for the Year 2000, Ana's Song (Open Fire) et Miss You Love ; un quatrième single, Paint Pastel Princess, n'atteindra pas le top 50. Les albums se classent bien à l'international : Freak Show atteint la deuxième place au Canada, et Neon Ballroom atteint la cinquième place. Les deux atteignent le top 40 de l'UK Albums Chart. Abuse Me atteint la quatrième place des Billboard Hot Modern Rock Tracks et Hot Mainstream Rock Tracks. Ana's Song (Open Fire) est classé deuxième des Hot Modern Rock Tracks.
En 1999, Johns annonce souffrir d'anorexie à cause de l'anxiété. Johns note que les paroles de Ana's Song (Open Fire) parle de ce trouble mental, où il « mangeait ce dont il avait besoin... pour rester éveillé. »

### Dioramaet pause (2001–2005)
En juin 2001, Silverchair entre en studio à Sydney avec le producteur David Bottrill (Tool, Peter Gabriel, King Crimson) pour enregistrer leur quatrième album, Diorama. Johns assumera le rôle de coproducteur.

### Fin de Silverchair (2011)
Le 25 mai 2011, Silverchair annonce une pause indéfinie. Ben Gillies précisant sur Twitter : « Ce n'est PAS une séparation je répète P.A.S une séparation. Il faut lire ce qui est écrit en tout petit. »
En 2018, Daniel Johns déclare au Herald Tribune : « Je ne reformerai pas Silverchair même avec un flingue sur la tempe ou pour un million de dollars (...) Je ne suis pas embarrassé par Silverchair, c'est juste que je l'ai fait et c'est fini. Les gens doivent passer au-dessus. »

## Membres
- Daniel Johns - voix, guitare
- Chris Joannou - basse
- Ben Gillies - batterie

## Discographie

### Albums studio
- 1995 : Frogstomp
- 1997 : Freak Show
- 1999 : Neon Ballroom
- 2002 : Diorama
- 2007 : Young Modern

### Autres
- 2000 : The Best of: Volume 1 (compilation)
- 2003 : Live from Faraway Stables (album live)

### Singles
- Tomorrow (1994) #1 Australie, #59 Royaume-Uni (version de 1995)
- Pure Massacre (1995) #2 Australie, #71 Royaume-Uni
- Israel's Son (1995) #11 Australie
- Shade (1995) #28 Australie

De l'album Freak Show :
- Freak (1997) #1 Australie, #34 Royaume-Uni
- Abuse Me (1997) #9 Australie, #40 Royaume-Uni
- Cemetery (1997) #5 Australie
- The Door (1997) #25 Australie

De l'album Neon Ballroom :
- Anthem For The Year 2000 (1999) #3 Australie
- Ana's Song (Open Fire) (1999) #14 Australie, #45 Royaume-Uni
- Miss You Love (1999) #17 Australie
- Paint Pastel Princess (1999)

De l'album Diorama :
- The Greatest View (2002) #3 Australie
- Without You (2002) #8 Australie
- Luv Your Life (2002) #20 Australie
- Across The Night (2003) #24 Australie
- After All These Years (2002)

De l'album Young Modern :
- Straight Lines (2007)
- Reflections of a Sound (2007)
- If You Keep Losing Sleep (2007)
- Mind Reader (2008)